# Lathrolestes carinatus
Lathrolestes carinatus är en stekelart som beskrevs av Barron 1994. Lathrolestes carinatus ingår i släktet Lathrolestes och familjen brokparasitsteklar. Inga underarter finns listade i Catalogue of Life.